# Maerkelotritia kishidai
Maerkelotritia kishidai är en kvalsterart som först beskrevs av Aoki 1958.  Maerkelotritia kishidai ingår i släktet Maerkelotritia och familjen Oribotritiidae. Inga underarter finns listade i Catalogue of Life.